# Gilbert Ravanel
Édouard Gilbert Ravanel, född 26 april 1900 i Chamonix i Haute-Savoie, död där 1 september 1983, var en fransk vinteridrottare. Han var aktiv inom längdskidåkning, nordisk kombination och backhoppning under 1920-talet. Han representerade skidföreningen på hemorten; Chamonix.

## Karriär
Gilbert Ravanel medverkade vid olympiska vinterspelen 1924 på hemmaplan i Chamonix. Han tävlade i de nordiska grenarna. I nordisk kombination blev Ravanel nummer 13 i längdåkningen och nummer 19 i backhoppningen. Han slutade på 18:e plats totalt i nordisk kombination. I 18 kilometer längdåkning slutade Ravanel på 20:e plats och i backhoppning slutade han på 22:a plats.

## Övrigt
Ravanel startade en sportaffär (Ravanel & Co) i Chamonix som existerar även idag. Den drivs av Ravanels ättlingar. Place Gilbert Ravanel i Chamonix är uppkallad efter honom.